# صهیونیسم مذهبی
صهیونیسم مذهبی (به عبری: צִיּוֹנוּת דָּתִית) یک ایدئولوژی ترکیبی از صهیونیسم و یهودیت است. صهیونیسم مذهبی یا صهیونیسم دینی، با تفسیر عرفانی از سرزمین و مردم یهود با سرزمین اسرائیل دارد. صهیونیسم با ترکیب احساسات مذهبی یهود و ملی‌گرایی و بااستفاده‌از یهودستیزی برخی کشورها٬ یهودیان را به مهاجرت به فلسطین تشویق می‌نمود. در حقیقت اعتقاد بر این بود که چون یهودیان در تبعید٬ بدون اصالت یهودی و حقیقی هستند پس تنها با استقرار مجدد آنان در سرزمین اسرائیل٬ می‌توان تأثیر یهود در زندگی خود و جهان را دید، زیرا خواست خداوند از طریق این قوم برگزیده، ظهور خواهد کرد.

## تاریخچه

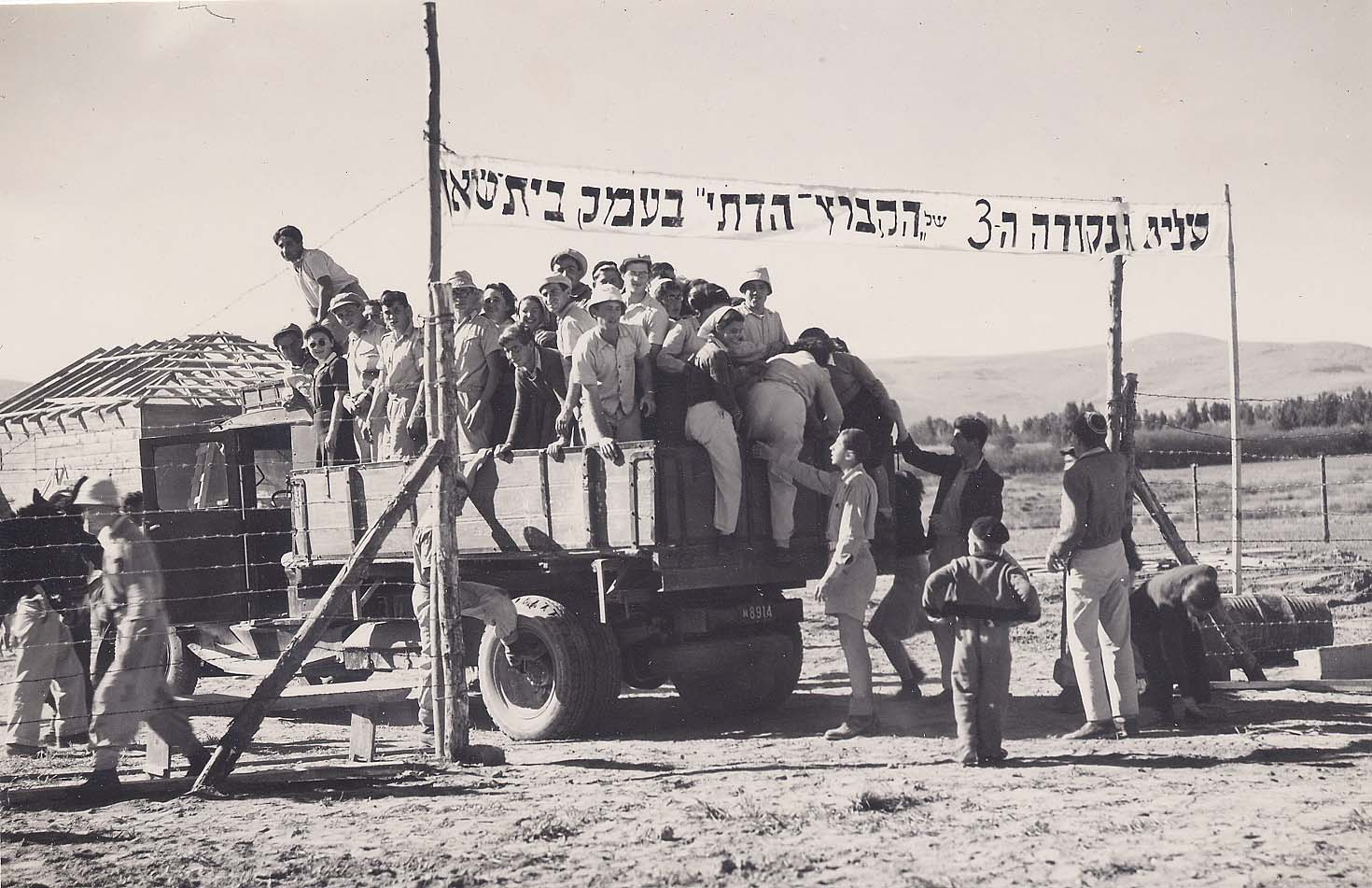
پیشگامان صهیونیسم مذهبی، ۱۹۴۶

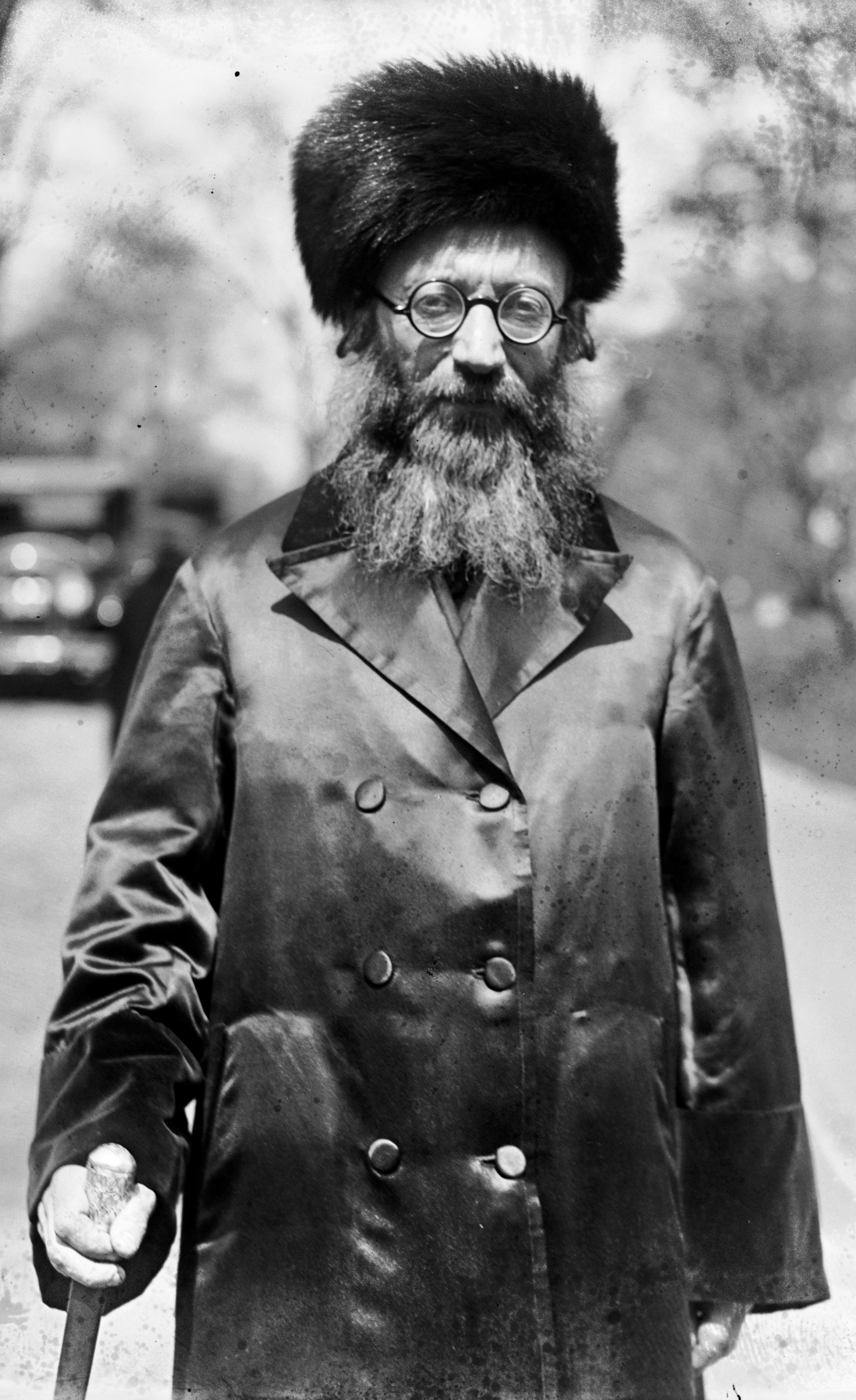
آبراهام ایزاک کوک, ۱۹۲۴

در سال ۱۸۶۲، ارتدوکس آلمانی ربی زوی هرش در رساله منتشر شده خود دریشت صهیون، این ذهنیت را القا می‌نمود که نجات یهودیان و آنچه در کتب انبیا  وعده داده شده‌است، تنها توسط خود یهودیان امکان‌پذیر است و بهترین کمک به هر انسان توسط خود او انجام می‌گیرد.
بعدها جنبش‌های افراطی همچون گوش آمونیم نیز در این مسیر به وجود آمدند. این جنبش با رویکرد به آموزه‌های ربی آبراهام کوک و تفاسیر عرفانی قوم یهود، با شدت هرچه بیش‌تر به پاکسازی ارض اسرائیل و تصرف تمام سرزمین‌های تورات برآمد.
برپایه گوش آمونیم تمام یهودیان دربرابر تحقق رهایی کامل سرزمین‌های توراتی، مسئول و دارای رسالت دینی بوده و تا تمامیت ارضی سرزمین اسرائیل تحقق نیابد، آزادی معنوی و اخلاقی یهود به عنوان یک هدف مقدس نیز به تأخیر خواهد افتاد.